# 马里亚诺·迪亚斯
馬里亞諾·迪亞斯·梅希亞（西班牙語：Mariano Díaz Mejía，西班牙語發音：[maˈɾjano ˈði.að meˈxi.a]，1993年8月1日—），簡稱馬里亞諾（Mariano），西班牙職業足球運動員，司職前鋒，現效力西甲球會阿拉维斯。
馬里亞諾在西班牙出生，父親來自西班牙，母親則來自多明尼加共和國。他在2013年為多明尼加共和國國家足球隊的上陣一場友誼賽中踢球並取得入球，隨後他從多明尼加國家代表隊退役，希望代表西班牙。

## 俱樂部生涯

### 早年
馬里亞諾在1993年8月1日於西班牙滨海普雷米亚出生。他的青年軍生涯在愛斯賓奴開始，之後亦曾效力過低級別的普雷米亞體育和桑切斯圖書基金會（Fundació Sánchez Llibre）。2009年，馬里亞諾加盟巴達隆拿的青少年梯隊，並在兩年後於1–0敗給特魯埃爾的西乙比賽中入替伊尼亞基·戈伊科切亞，達成個人首次一線隊上陣，他之後又再替補出場兩次。直至同月31日，馬里亞諾終以首發身份上場，惜該場西班牙國王杯比賽巴達隆拿以3–1敗給林恩斯，但他同時也在該場比賽中為球隊「破蛋」。

### 皇家馬德里

#### 青年軍
不久之後，馬里亞諾與皇馬簽約，重返青年軍行列。2012年8月，他獲提拔到與特魯埃爾同屬西乙二的皇家馬德里C隊。馬里亞諾在隔年進入皇馬C隊的常規陣容，上陣26場比賽，攻入15球，其中包括2013年12月22日對陣塞斯陶河的比賽中上演的帽子戲法。2014年1月18日對上希洪體育的比賽中，他於85分鐘替補勞爾·德·托馬斯登場，達成個人首次西乙聯賽和皇家马德里卡斯蒂利亚的亮相，可惜該場比賽他們在主場以1–2落敗。

### 2014年－2016年：皇家马德里卡斯蒂利亚
隨著皇家馬德里卡斯迪拿（皇馬B隊）降班至西乙B，馬里亞諾也獲得永久晉升至皇馬B隊的機會，他在2014–15賽季出場10次（6次替補），並射入5球。2015年3月29日，他在對上拉斯帕爾馬斯B隊的比賽尾段替代德·托馬斯上場後梅開二度，助球隊以5–1在主場全取三分。一週後，馬里亞諾在對陣康肯塞的賽事中再次從板凳出發，並在七分鐘內連入兩球。
2015年10月24日，馬里亞諾在對陣索庫埃利亞莫斯的比賽中大演帽子戲法，除了獨進已方全部進球外，也助皇馬B隊在主場以3–1帶走勝利。同年11月8日，他個人再次獨進三球，助球隊以3–2險勝富恩拉夫拉达。2016年4月17日，馬里亞諾上演自己在該賽季的第三個帽子戲法，助皇馬C隊在主場戰勝格爾尼卡，同時也令球隊升上積分榜首位。他在隨後對上拉羅達的比賽中射入個人賽季第25球，使他成為2015–16賽季的銀靴得主。

### 2016年－2017年：皇家馬德里
2016年8月20日，由於隊內中鋒卡里姆·本澤馬因背傷暫時進入「十字軍」的關係，皇馬主帥席內丁·席丹決定提拔馬里亞諾至一線隊。一週後，後者在對上維戈塞爾塔的比賽中達成個人首次西甲上陣，於77分鐘入替艾華路·莫拉達，而該場賽事「銀河艦隊」則以2–1擊敗對手。同年10月26日對陣利安尼沙的西班牙國王杯第一輪比賽中，馬里亞諾再次從替補席出發，並獻上自己皇馬生涯的首球，助球隊以7–1大勝一場。第二輪比賽中，他取得帽子戲法，令皇馬再次取得7–1的比分血洗利安尼沙，兩回合計以13–2晉級下一輪。
馬里亞諾的西甲首球在2016年12月10日出現，助皇馬在主場3–2逆轉拉科鲁尼亚。同月末，馬里亞諾的名字在球隊2016年國際足總俱樂部世界盃的大名單內出現，其沒有在該盃賽的任何賽事上獲派上陣，但由於皇馬奪冠的關係，他也因此取得一枚獎牌。馬里亞諾在西甲2016–17賽季中總共上場8次，打進1球，同時也曾在該季歐冠以後備身份上陣過1場。

### 2017年－2018年：里昂
2017年6月30日，馬里亞諾加盟法甲球會里昂，轉會費據報為800萬歐元，另附加未來轉會35%的轉會費分成。同年8月5日，他在對上斯特拉斯堡的2017–18法甲比賽中首次亮相，並梅開二度助球隊以4–0在主場大勝。馬里亞諾在該賽季收穫18球，與隊友孟菲斯·迪比和納比勒·費基爾（分別射入19球和18球）組成進攻三叉戟。

### 2018年至今：重返皇家馬德里
2018年8月29日，皇家馬德里宣佈回購馬里亞諾，雙方簽訂五年合約，由於皇馬擁有其35%的轉會費分成的關係，費用獲減至2300萬歐元。他繼承原先由基斯坦奴·朗拿度擁有的7號球衣。同年9月19日，馬里亞諾時隔一年後再皇馬球員的身份亮相，在2018–19年歐洲冠軍聯賽分組賽第一輪對上羅馬的比賽中於73分鐘入替加雷斯·貝爾，並在91分鐘為球隊射入最後一球，助「銀河艦隊」以3–0勝利。

## 國家隊生涯
馬里亞諾雖出生於西班牙，但其母親來自多明尼加聖胡安德拉馬瓜納的移民，也因此有著代表多多明尼加的資格。他在2013年3月24日首次為多明尼加共和國國家足球隊上陣並攻入一球，助球隊在友賽以3–1擊敗海地。馬里亞諾之後在2016年為了把注意力放在皇馬身上，以及考慮到未來存在被西班牙國家足球隊徵召的可能性，宣佈為免被鎖定國家隊出場資格而從多明尼加共和國代表隊退休。
2017年12月，時任西班牙國家代表隊主帥祖倫·盧柏迪古稱有留意馬里亞諾的表現，未來不排除把他加進國家代表隊的大名單內。

## 生涯數據

### 俱樂部
最後更新：2020年1月12日
| 俱樂部             | 球季     | 聯賽 | 聯賽 | 盃賽1 | 盃賽1 | 聯賽盃 | 聯賽盃 | 洲際賽 | 洲際賽 | 總計 | 總計 |
| 俱樂部             | 球季     | 上陣 | 進球 | 上陣  | 進球  | 上陣   | 進球   | 上陣   | 進球   | 上陣 | 進球 |
| ------------------ | -------- | ---- | ---- | ----- | ----- | ------ | ------ | ------ | ------ | ---- | ---- |
| 巴達隆拿           | 2011–12  | 3    | 0    | 1     | 1     | —      | —      | —      | —      | 4    | 1    |
| 皇家馬德里C隊      | 2012–13  | 20   | 3    | —     | —     | —      | —      | —      | —      | 20   | 3    |
| 皇家馬德里C隊      | 2013–14  | 26   | 15   | —     | —     | —      | —      | —      | —      | 26   | 15   |
| 皇家馬德里C隊      | 總計     | 46   | 18   | —     | —     | —      | —      | —      | —      | 46   | 18   |
| 皇家馬德里卡斯迪拿 | 2013–14  | 1    | 0    | —     | —     | —      | —      | —      | —      | 1    | 0    |
| 皇家馬德里卡斯迪拿 | 2014–15  | 10   | 5    | —     | —     | —      | —      | —      | —      | 10   | 5    |
| 皇家馬德里卡斯迪拿 | 2015–16  | 33   | 27   | —     | —     | —      | —      | —      | —      | 33   | 27   |
| 皇家馬德里卡斯迪拿 | 總計     | 44   | 32   | —     | —     | —      | —      | —      | —      | 44   | 32   |
| 皇家馬德里         | 2016–17  | 8    | 1    | 5     | 4     | —      | —      | 1      | 0      | 14   | 5    |
| 里昂               | 2017–18  | 34   | 18   | 2     | 1     | 0      | 0      | 9      | 2      | 45   | 21   |
| 里昂               | 2018–19  | 3    | 0    | 0     | 0     | 0      | 0      | 0      | 0      | 3    | 0    |
| 里昂               | 總計     | 37   | 18   | 2     | 1     | 0      | 0      | 9      | 2      | 48   | 21   |
| 皇家馬德里         | 2018–19  | 13   | 3    | 1     | 0     | —      | —      | 5      | 1      | 19   | 4    |
| 皇家馬德里         | 2019–20  | 8    | 2    | 0     | —     | —      | 0      | 0      | 2      | 0    |      |
| 皇家馬德里         | 2020–21  | 2    | 1    | 0     | 0     | —      | —      | 0      | 0      | 2    | 1    |
| 皇家馬德里         | 總計     | 28   | 6    | 8     | 4     | —      | —      | 6      | 1      | 42   | 11   |
| 生涯總計           | 生涯總計 | 158  | 74   | 11    | 6     | 0      | 0      | 15     | 3      | 184  | 83   |

1 西班牙超級盃

### 國家隊
最後更新：2013年3月24日
| 年份 | 上陣 | 進球 |
| ---- | ---- | ---- |
| 2013 | 1    | 1    |
| 總計 | 1    | 1    |

### 國家隊進球
| #  | 日期          | 場館                     | 對手 | 入球 | 結果 | 性質 |
| -- | ------------- | ------------------------ | ---- | ---- | ---- | ---- |
| 1. | 2013年3月24日 | 聖克里斯托瓦爾泛美體育館 | 海地 | 3–0  | 3–1  | 友賽 |

## 榮譽
皇家馬德里
- 西甲：2016–17、2019–20[40]、2021–22[41]
- 西班牙超級盃：2019–20[42]
- 欧洲冠军联赛：2016–17、2021–22[43]
- 歐洲超級盃：2022[44]
- 国际足联俱乐部世界杯：2016、2022[45]